# Homolophus suzukii
Homolophus suzukii is een hooiwagen uit de familie echte hooiwagens (Phalangiidae).